# Powiat Arnswalde

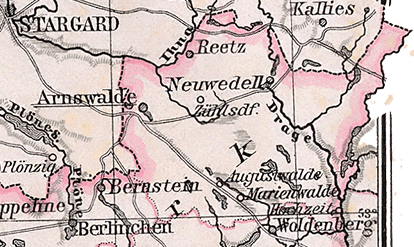
Mapa powiatu choszczeńskiego z 1905 r.

Powiat Arnswalde (niem. Landkreis Arnswalde, Kreis Arnswalde; pol. powiat choszczeński) – dawny powiat na terenie kolejno Prus, Cesarstwa Niemieckiego, Republiki Weimarskiej oraz III Rzeszy, istniejący od 1818 do 1945. Do 1938 należał do rejencji frankfurckiej, w prowincji Brandenburgia. Od 1938 natomiast do rejencji pilskiej, w prowincji Pomorze. Teren dawnego powiatu leży obecnie w Polsce, w województwie zachodniopomorskim.
W 1939 roku powiat zamieszkiwało 44 064 osób, z czego 42 070 ewangelików, 1 399 katolików, 132 pozostałych chrześcijan i 40 Żydów.
Wiosną 1945 obszar powiatu zdobyły wojska 2 Frontu Białoruskiego Armii Czerwonej. Po odejściu wojsk frontowych, powiat na podstawie uzgodnień jałtańskich został przekazany polskiej administracji. Jeszcze w tym samym roku zmieniono jego nazwę na powiat choszczeński, nie zmieniając znacząco granic.
Na terenie powiatu znajdowały się trzy miasta:
- Arnswalde (Choszczno, siedziba powiatu, 12 725 mieszkańców[2])
- Reetz (Recz, 3 646 mieszkańców[2])
- Neuwedell (Drawno, 2 711  mieszkańców[2])